# Liste der Monuments historiques in La Baussaine
Die Liste der Monuments historiques in La Baussaine führt die Monuments historiques in der französischen Gemeinde La Baussaine auf.

## Liste der Bauwerke
| Bezeichnung                                           | Beschreibung | Standort                 | Kennzeichnung | Schutzstatus | Datum | Bild           |
| ----------------------------------------------------- | ------------ | ------------------------ | ------------- | ------------ | ----- | -------------- |
| Kirche St-Léon mit Taufbecken aus dem 14. Jahrhundert |              | Place de l’Église (Lage) | PA00090502    | Inscrit      | 1926  | weitere Bilder |

## Liste der Objekte

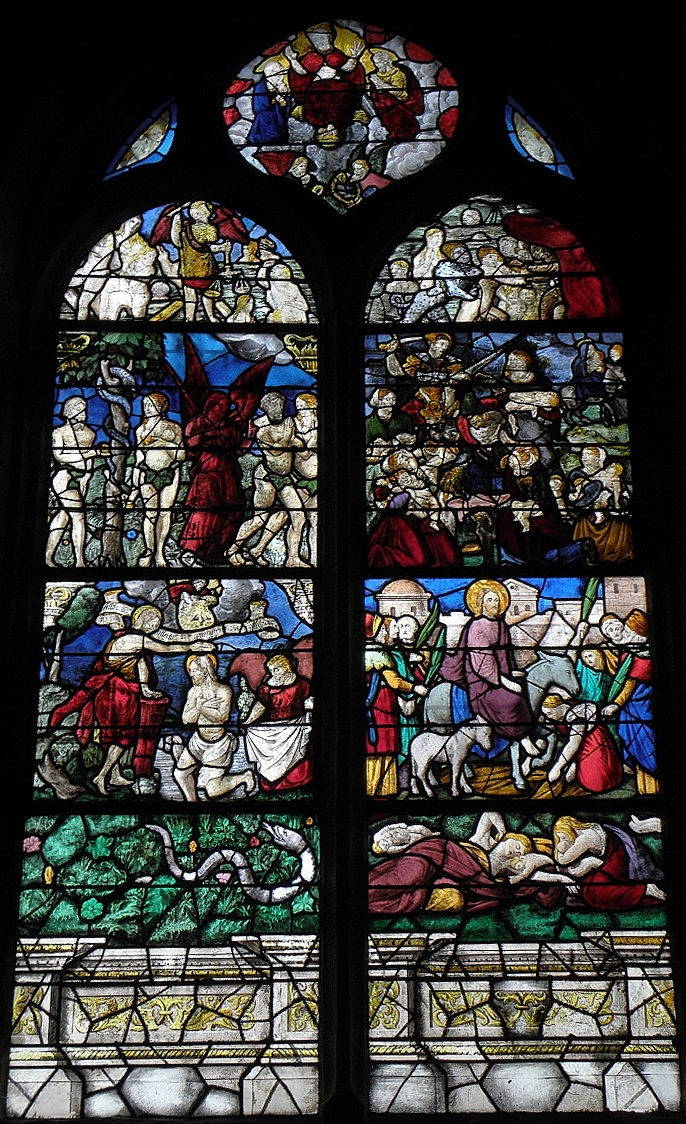
Bibelfenster in der Kirche St-Léon

- Monuments historiques (Objekte) in La Baussaine in der Base Palissy des französischen Kultusministeriums

Siehe auch: Bibelfenster (La Baussaine)